# La Unión, Chichiquila
La Unión är en ort i Mexiko.   Den ligger i kommunen Chichiquila och delstaten Puebla, i den sydöstra delen av landet, 210 km öster om huvudstaden Mexico City. La Unión ligger 2 006 meter över havet och antalet invånare är 307.
Terrängen runt La Unión är lite bergig, och sluttar österut. Runt La Unión är det ganska glesbefolkat, med 36 invånare per kvadratkilometer. Närmaste större samhälle är Huatusco de Chicuellar, 14,6 km öster om La Unión. I omgivningarna runt La Unión växer huvudsakligen savannskog.